# 安倍内閣メールマガジン
安倍内閣メールマガジン（あべないかくメールマガジン）は、安倍晋三内閣総理大臣のもとで内閣官房内閣広報室から発行されていたメールマガジンである。

## 概要
前任の小泉純一郎が発行していた小泉内閣メールマガジンを踏襲する形で、2006年10月5日に「創刊準備号」、翌週10月12日に創刊号が発行され、以降毎週木曜日に発行。総編集長は安倍総理自身が務めた。
編集長は小泉内閣では内閣官房副長官が担当していたが、安倍内閣では内閣総理大臣補佐官（広報担当）の世耕弘成が担当していた。
安倍の内閣総理大臣退陣表明により2007年9月13日に発行された第46号を以って配信終了となった。
最終号配信翌週の9月27日に、安倍内閣メールマガジン購読者宛に福田康夫内閣メールマガジンについてのお知らせメールが発信され、その翌週10月4日、福田内閣メールマガジン創刊準備号が内閣広報室より発信された（創刊号としては同年10月11日配信）。これにより小泉、安倍、福田（康）の三内閣連続でメールマガジンが発行されることとなる。

## 目的外使用問題
目的外使用問題（もくてきがいしようもんだい）とは、『安倍内閣メールマガジン』配信時、個人情報を違法に使用している疑いのある問題である。『小泉内閣メールマガジン』当時、「収集した『メールアドレス』は、小泉内閣メールマガジンの配信のために使用します。」（総理大臣官邸ウェブサイト）と明記されており、小泉内閣が購読者から収集した個人情報を『安倍内閣メールマガジン』の配信に利用するのは個人情報保護法違反（目的外使用）との指摘が出ている。
マスコミの取材に対し、世耕は「メールマガジン中に購読解除方法を明記しており問題ない」としている。
しかし、『小泉内閣メールマガジン』購読者が『安倍内閣メールマガジン』の購読の可否を示さない場合、『安倍内閣メールマガジン』配信時自動的に個人情報が使用されることになり、法の趣旨に反するとされる。なお、安倍内閣発足後は、「収集した『メールアドレス』は、メールマガジンの配信のために使用します。」（総理大臣官邸ウェブサイト）と文言が修正されている。